# Schön ist die Welt
Schön ist die Welt är en operett i tre akter med musik av Franz Lehár och libretto av Ludwig Herzer och Fritz Löhner-Beda. Verket är en revidering av Lehárs operett Endlich allein från 1914.

## Historia
1914 hade Lehár premiär på sin operett Endlich allein. Hela andra akten var utformad som en enda central kärleksduett mellan de två huvudrollerna ensamma på en alptopp. Operetten blev ingen succé och kritikerna fann den pretentiös. Men kompositören var övertygad om att akten med sina alpscenerier var en av hans bästa skapelser. 1930 bestämde sig Lehár för att omarbeta verket och skapade en reviderad version med titeln Schön ist die Welt efter en av sångerna. Till den reviderade versionen hade Lehár skrivit ett av sina mest anspråksfulla partitur och han insisterade på att inga förändringar fick göras med strukturen i akt II, förutom att huvudpersonernas enkla bakgrund upphöjdes till kungligheter. Kritiken var full av lovord, men hos publiken blev det inte samma genklang. Bland musiknumren kan nämnas Georgs aria Liebste, glaub an mich, titelmelodin Schön ist die Welt, wenn das Glück dir ein Märchen erzählt (som tjänar som ledmotiv), duetten Frei und jung dabei, valssången Sag, armes Herzchen, sag sowie och Mercedes del Rossas tango Rio de Janeiro. Den andra akten är identisk med akt två i Endlich allein. Bara den omnämnda sången Liebste glaub an mich lades till. Melodin till den sången härstammar från urversionen till en annan misslyckad operett av Lehár; Der Sterngucker från 1916. Där sjöngs den till texten Und der Herrgott lacht, weils ihm Freude macht zu hören. Den första och tredje akten i Endlich allein ändrades helt om för nyversionen Schön ist die Welt. Stilformer introducerades som kompositören 1914 ännu inte brukade eller som inte var aktuella vid den tidpunkten. Därtill hör exempelvis danserna tango och slowfox. 
Schön ist die Welt hade premiär den 3 december 1930 på Metropol-Theater i Berlin med tenoren Richard Tauber och sopranen Gitta Alpár i huvudrollerna.

## Personer
- Elisabeth, prinsessa von und zu Lichtenberg (Sopran)
- Kronprins Georg (Tenor)
- Kungen, hans fader
- Hertiginnan Maria Brankenhorst, Elisabeths tant
- Greve Sascha Karlowitz, kungens adjutant (Tenor)
- Mercedes del Rossa, Prima ballerina (Subrett)
- Hotelldirektören (Tenor)
- Hertiginnans överhovmästare
- En jazzsångare
- Hotellgäster (Kör)

## Handling
Kronprins Georg anländer till en by i alperna för att möta sin tillkommande fästmö prinsessan Elisabeth. De två har aldrig mötts och är inte intresserade av att giftas bort med en okänd person. På vägen stannade prinsen för att hjälpa en flicka i nöd. Han förälskade sig i henne utan att veta vad hon hette. Han förklarar för sin fader att han inte vill gifta sig med prinsessan Elisabeth då han älskar en annan. Efter en dramatisk natt tvingas de två reskamraterna tillbringa natten i en alpstuga då en lavin hindrar deras nedfart. När de möter sina släktingar förstår Georg att hans hjärtas kärlek i själv verket är prinsessan Elisabeth.

## Musiknummer
- Förspel (Orkester)
- Valsscen (Orkester)
- Sag armes Herzchen, sag (Scene och sång: Elisabeth)
- Engelsk vals (Orkester)
- Nur ein Viertelstündchen (Duett: Sascha, Mercedes)
- Schön ist die Welt (Georgs entrésång)
- Frei und jung dabei (Marschduett: Elisabeth, Georg)
- Rio de Janeiro (Tango Mercedes, kör)
- Final I: Ja was ist mit mir (Georg, Elisabeth)
- Es steht vom Lieben so oft geschrieben (Duett: Elisabeth, Georg)
- Liebste glaub an mich (Sång: Georg)
- Final II: Was ist geschehen (Elisabeth, Georg)
- Ja die Liebe ist brutal (Direktören, kör, Mercedes)
- In der kleinen Bar (Duett Slow-Fox: Elisabeth, Georg)
- Ich bin verliebt (Bostonvals: Elisabeth)
- Schön sind lachende Frau'n (Rumba dansduett: Mercedes, Sascha, damkör)
- Final III: Liebste glaub an mich, denn ich liebe dich (Elisabeth, Georg)